# Ščinkavci
Ščinkavci (znanstveno ime Fringillidae) so družina iz reda pevcev.  

## Opis
Vsi imajo kratke in močne koničaste kljune, ki so pri nekaterih vrstah zelo močni. Robovi kljuna so vselej ravni, nikdar upognjeni, vrh kljuna pa nikdar kljukast. Ob kljunovem korenu ni nobenih ščetin, nosnice pa so dostikrat skrite pod perjem. Vsi ščinkavci znajo spretno luščiti semena s kljunom in jezikom. Požiralnik se jim večinoma razširi v golšo, kjer se hrana zbira in mehča. Perutnice so lahko ozke in precej dolge ali pa kratke in zaobljene, kakor pri mnogih tropskih vrstah. Letalnih peres na peruti imajo 9, rep iz 12 peres pa je na koncu raven ali rahlo zarezan. Noge in prsti so močni in srednje dolgi. Na tleh ščinkavci večinoma skačejo, le redkokdaj stopicajo. Samec in samica sta enako ali različno obarvana. Peresa, ki zrastejo po jesenski golitvi, imajo dostikrat široke sive ali rjave robove, ki se do spomladi obrabijo, nakar se spet prikažejo pisani deli perja, ki so bili do takrat skriti. Povečini so to majhni ptiči. 

## Razširjenost in habitat
Ščinkavci so se znali prilagoditi različnim podnebjem. Dobimo jih skoraj povsod po svetu, samo v Avstaliji, Oceaniji in na Madagaskarju jih ni. Vsega skupaj jih je 135 vrst, najbolj številni pa so v Ameriki. V tropskih krajih starega sveta živi razmeroma malo vrst. Tam jih nadomeščajo tkalci in astrilde. Astrilde nadomeščajo ščinkavce tudi v Avstraliji. V hladnejših krajih se večina ščinkavcev seli. 

## Obnašanje
Ko opravijo z gnezdenjem, so mnogi ščinkavci radi v večji družbi. Mnoge vrste lepo pojejo, nekatere tudi po gnezdenju. Poznamo celo nekaj vrst, pri katerih pojejo tudi samice. Po veliki večini gnezdijo posamič in ne v kolonijah. Po navadi gradi gnezdo in vali le samica, vendar ji pomaga včasih pri obeh opravilih tudi samec. Mladiče pa hranita zmeraj oba starša. Pri mnogih vrstah prinaša samec samici hrano, ko ta vali. Praviloma gnezdijo ščinkavci po večkrat na leto. Gnezda, ki so skoraj vedno zgoraj odprta, pletejo navadno visoko ali nizko med vejevjem, včasih pa tudi na tleh. Nekaj vrst gradi tudi pokrita gnezda. V tropih krajih ležejo največkrat samo 2 jajci, drugi pa 5-8. Mladiči ki se izležejo po 11 do 15 dneh, so v začetku slepi in pokriti z redkim puhom. V gnezdu ostanejo 9-15 dni. 
Ščinkavci se hranijo s semeni, plodovi in popki, večina pa lovi tudi žuželke, s katerimi hranijo posebno mladiče.

## Seznam rodov
Družina Fringillidae vsebuje 235 vrst razdeljenih v 50 rodov in 3 poddružine. Poddružina Carduelinae vključuje 18 izumrlih havajskih vrst in izumrlega Carpodacus ferreorostris.
Poddružina Fringillinae
- Fringilla (pravi ščinkavci) - 8 vrst

Poddružina Carduelinae
- Acanthis – 3 vrste
- Agraphospiza – 1 vrsta
- Akialoa – 4 nedavno izumrle vrsta in 2 prazgodovinski vrsti
- Bucanetes (trobentarji) - 2 vrsti
- Callacanthis -  1 vrsta
- Carduelis - 3 vrste
- Carpodacus -  28 vrst
- Chloridops -  1 izumrla vrsta
- Chloris – 6 vrst
- Chlorodrepanis – 3 vrste
- Chrysocorythus – 2 vrsti
- Ciridops -  1 nedavno izumrla vrsta Ula-ai-hawane in 3 prazgodovinske vrste
- Coccothraustes (dleski) - 3 vrste
- Crithagra – 37 vrst
- Drepanis -  2 izumrli vrsti in 1 živeča vrsta iiwi
- Dysmorodrepanis -  1 izumrla vrsta
- Eophona -  2 vrsti
- Haemorhous – 3 vrste
- Hemignathus – 4 vrste, od teh 1 živeča
- Hesperiphona (debelokljuni)
- Himatione -  2 vrsti in 1 izumrla vrsta
- Leucosticte -  6 vrst
- Linaria – 4 vrste
- Linurgus – 1 vrsta
- Loxia (krivokljuni) - 6 vrst
- Loxioides -  2 vrsti in prazgodovinske vrste
- Loxops – 5 vrst, od katerih je 1 izumrla
- Magumma – 1 vrsta (anianiau)
- Melamprosops -  1 izumrla vrsta (po'ouli)
- Mycerobas -  4 vrst
- Oreomystis -  1 vrsta
- Palmeria -  1 vrsta akohekohe
- Paroreomyza -  3 vrste
- Pinicola  - 1 vrstasmrekov kalin
- Procarduelis -  1 vrsta
- Pseudonestor -  1 vrsta
- Psittirostra -  1 vrsta [[ʻŌʻū|ou]
- Pyrrhoplectes -  1 vrsta
- Pyrrhula (kalini) - 8 vrst
- Rhodacanthis -  2 nedavno izumrli vrsti
- Rhodopechys (rdečeperuti trobentarji) - 2 vrsti
- Rhodospiza -  1 vrsta beloperuti trobentar
- Rhynchostruthus -  3 vrste
- Serinus (kanarčki) - 8 vrst
- Spinus – 20 vrst
- Telespiza -  4 vrste in 2 prazgodovinski vrsti
- Uragus (dolgorepi kalini)
- Viridonia -  1 izumrla vrsta

Poddružina Euphoniinae
- Euphonia – 27 vrst
- Chlorophonia – 5 vrst